# Circuit Les Planques
El circuit Les Planques (en francès, circuit des Planques 'dels amagatalls') va ser un circuit de curses temporal en forma triangular de 9,226 km de longitud que estava situat prop d'Albi, a uns 80 km al nord-est de Tolosa de Llenguadoc. El 1934 se'n va escurçar la longitud a 8,911 km i el 1954 a 2,991 km.

## Història

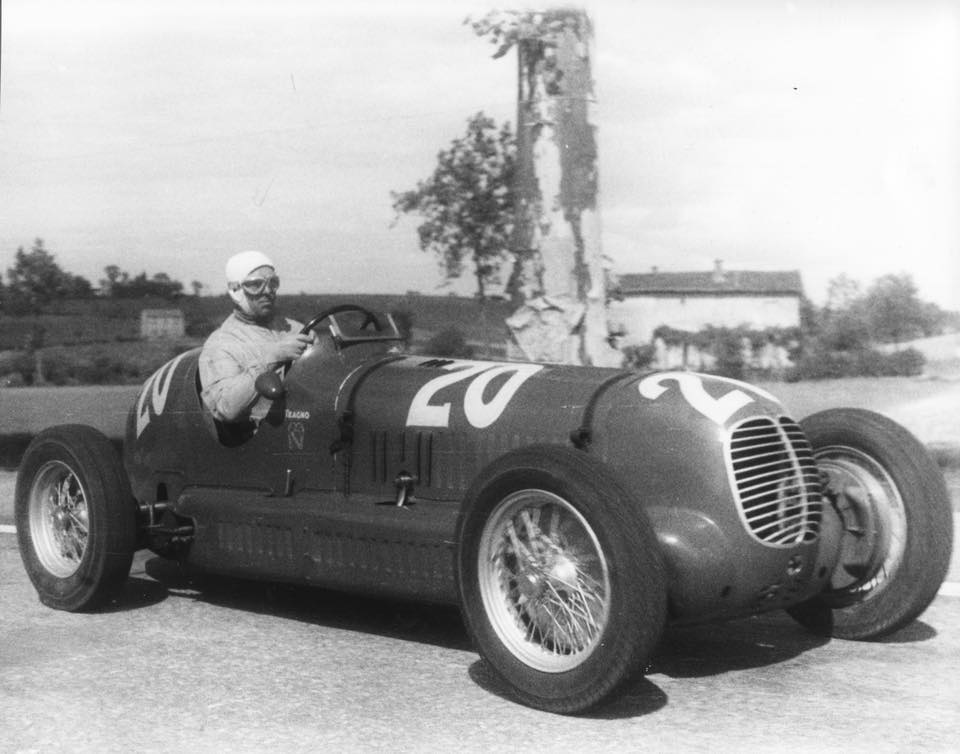
Edoardo Teagno amb el Maserati 6CM al GP d'Albi de 1938

Construït el 1933 per un grup d'aficionats, el circuit d'Albi les Planques es va convertir ràpidament en un clàssic de l'automobilisme amb la celebració del Gran Premi d'Albi, inicialment disputat per una carretera estreta i accidentada. A partir de 1946, acabada de la Segona Guerra Mundial, el Gran Premi va continuar com a cursa de Fórmula 1, tot i que sense puntuar per a cap campionat.
A banda de curses d'automobilisme, al circuit se n'hi van celebrar també de motociclisme i va arribar a ser seu del Gran Premi de França. El campió del món de 250cc de 1950, Dario Ambrosini, es va morir en un accident al circuit durant el Gran Premi de 1951.
El 1954, el circuit va passar a anomenar-se Circuit Raymond Sommer en homenatge al pilot que hi va morir el 1950 i que havia destacat el 1947 a la Fórmula 2.
Després del tràgic accident a les 24 Hores de Le Mans de 1955, el circuit es va tancar oficialment perquè es considerava massa perillós. Les curses es van traslladar el 1959 al nou circuit d'Albi, construït a l'oest de la ciutat, primer les de Fórmula 2 i després les de Fórmula 3.

## Descripció
La sortida es donava pel costat més curt del triangle, al llogaret de Les Planques, prop d'Albi (d'aquí el nom del circuit); després d'un revolt a la dreta, el traçat arribava a Saint-Antoine i pujava fins al poble de Saint-Juéry, on una forquilla tombava cap al sud i després travessava una via de tren seguida d'un petit ressalt. Una llarga recta, Montplaisir, seguida d'una altra, l'actual carretera de Millau, conduïa de nou a la línia de sortida.
El 1934 s'hi va fer la primera modificació. Per tal d'eliminar la forquilla de les Planques, es va dissenyar una rampa de 225 m al llarg de la vora que va ser construïda per voluntaris a banda i banda del circuit, així com un pas sota la pista que conduïa els pilots als boxs. La línia de sortida s'hi va fixar permanentment. Al final de la tribuna (al sud de la línia de sortida) es va construir la torre de cronometratge, l'únic vestigi que encara es conserva d'aquella època. Aquesta nova estructura va permetre l'homologació del circuit per a la inscripció al calendari internacional.
El circuit es va escurçar el 1954 a només 2,991 km i es va rebatejar com a circuit Raymond Sommer. Cap altra cursa va tornar a travessar Saint-Juéry.